# Pantoporia karita
Pantoporia karita är en fjärilsart som beskrevs av William Doherty 1891. Pantoporia karita ingår i släktet Pantoporia och familjen praktfjärilar. Inga underarter finns listade i Catalogue of Life.